# Stefan Struve

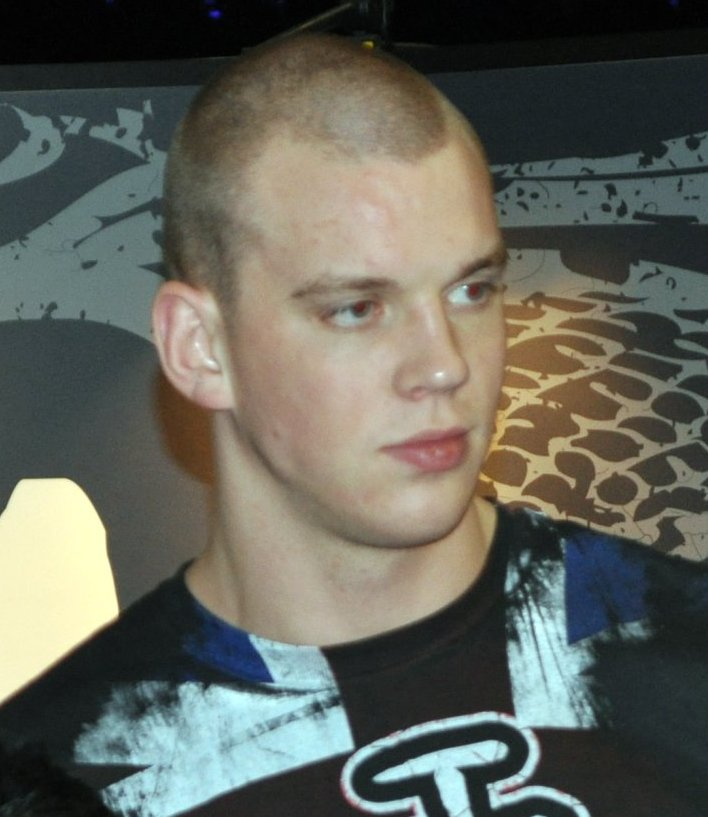
Stefan Struve

Stefan Struve (* 18. Februar 1988 in Beverwijk) ist ein niederländischer Mixed-Martial-Arts-Kämpfer, der in der Schwergewichtsklasse der Ultimate Fighting Championship antritt. Sein Ringname Skyscraper (Wolkenkratzer) bezieht sich auf seine Größe von 213 cm, womit er der größte Kämpfer der UFC ist. Er trainiert unter dem ehemaligen Kickboxer und MMA-Kämpfer Bob Schrijber. Struves Wettkampfkarriere umfasst 43 Kämpfe, wovon er 29 gewonnen und 13 verloren hat.

## Karriere
Im Alter von 14 Jahren begann Struve mit dem Kampfsport. Sein siegreiches MMA-Debüt hatte er mit 17 am 19. März 2005. Darauf folgten weitere Kämpfe bei Veranstaltungen rund um die Welt, so zum Beispiel bei World Extreme Fighting, Cage Gladiators, Beast of the East und M-1 Global. Bis im November 2008 erzielte er so 16 Siege und zwei Niederlagen sowie den Titel des Cage Gladiators World Heavyweight Champion. Er besiegte unter anderem Colin Robinson und Mario Neto.
Im Dezember 2008 unterschrieb Struve einen Vertrag mit der UFC. Sein erster Kampf fand gegen Junior dos Santos am 21. Februar 2009 an der UFC 95 statt. Er verlor durch technischen KO (TKO) in der ersten Runde. Doch bei seinen nächsten Kämpfen, am 13. Juni an der UFC 99 gegen Denis Stojnic und am 24. Oktober an der UFC 104 gegen Chase Gormley, konnte er seinen Gegner jeweils zur Aufgabe zwingen. Für den Sieg gegen Gormley erhielt er einen Bonuspreis für die Submission of the Night. Bei der UFC 107 am 12. Dezember erzielte er einen Sieg nach Punkten gegen Paul Buentello.
In seinem nächsten Kampf bei der UFC Fight Night: Florian vs. Gomi am 31. März 2010 musste Stefan Struve gegen Roy Nelson antreten, der zuvor Sieger der zehnten Staffel von The Ultimate Fighter geworden war. Nelson schlug ihn nach 39 Sekunden KO. Struve berichtete später, er habe am Tag des Kampfes eine Lebensmittelvergiftung erlitten. Am 7. August besiegte Struve an der UFC 117 den UFC-Neuling Christian Morecraft durch KO und erhielt einen Bonus für den Knockout of the Night. Bei der UFC 124 am 11. Dezember 2010 bezwang er Sean McCorkle durch TKO in der ersten Runde.
2013 wurde bei Struve eine bikuspide Aortenklappe diagnostiziert.